# Gmina Rychtal
Die Gmina Rychtal ist eine Stadt-und-Land-Gemeinde (gmina miejsko-wiejska) im Powiat Kępiński der Woiwodschaft Großpolen in Polen. Ihr Sitz ist die gleichnamige Stadt (deutsch Reichtal), die zum 1. Januar 2024 ihr Stadtrecht zurückerhielt, mit etwa 1300 Einwohnern. Die Gemeinde Rychtal umfasst heute eine Fläche von 97 km² und zählt circa 4000 Einwohner.

## Gliederung
Zur Gmina Rychtal gehören zehn Dörfer mit Schulzenämter (sołectwa):
| Name          | deutscher Name (bis 1920) | deutscher Name (1939–1945)                 |
| ------------- | ------------------------- | ------------------------------------------ |
| Darnowiec     | Dörnberg                  | Dörnberg                                   |
| Drożki        | Droschkau                 | 1939–43 Drossen 1943–45 Droske             |
| Krzyżowniki   | Kreuzendorf               | 1939–43 Kreuzendorf 1943–45 Grenzendorf    |
| Proszów       | Proschau                  | Prossen                                    |
| Rychtal       | Reichthal                 | Reichtal                                   |
| Sadogóra      | Schadegur                 | Gartenberg                                 |
| Skoroszów     | Skorischau                | 1939–43 Schellendorf 1943–45 Schnellenberg |
| Stogniewice   | Herzberg                  | Herzberg                                   |
| Wielki Buczek | Groß Butschkau            | Hohenbusch                                 |
| Zgorzelec     | Sgorsellitz               | Brandetal                                  |

Andere Ortschaften:
| Name        | deutscher Name (bis 1920) | deutscher Name (1939–1945) | Schulzenamt   |
| ----------- | ------------------------- | -------------------------- | ------------- |
| Dalanów     | Vorwerk Dallenau          | Dallenau                   | Proszów       |
| Dworzyszcze | Vorwerk Carlshof          | Karlshof                   | Krzyżowniki   |
| Gierczyce   | Friederikenhof            | Friederikenhof             | Drożki        |
| Mały Buczek | Klein Butschkau           |                            | Wielki Buczek |
| Okrzyce     | Friedrichshilf            | Friedrichshilf             | Wielki Buczek |
| Remiszówka  | Remiszowka                | Remischowka                |               |
| Ryniec      | Riemberg                  | Riemberg                   | Drożki        |
| Szarlota    | Vorwerk Charlottenthal    | Charlottental              | Wielki Buczek |
| Wesoła      | Wesola                    |                            | Zgorzelec     |

## Verkehr
Im Gemeindegebiet lagen die Halte Buczek und Rychtal an der Bahnstrecke Namysłów–Kępno.

## Kultur und Sehenswürdigkeiten
- Barockkirche von 1785 in Rychtal
- Rathaus aus dem 19. Jahrhundert in Rychtal
- Bischöfliches Barockschloss von 1770 in Skoroszów
- Holzkirche von 1711 in Proszów
- Kirche von 1751 in Krzyżowniki mit gotischer Skulptur der Gottesmutter